# Walnut, Mississippi
Walnut là một thành phố thuộc quận Tippah, tiểu bang Mississippi, Hoa Kỳ. Năm 2010, dân số của thành phố này là 771 người.

## Dân số
- Dân số năm 2000: 754 người.
- Dân số năm 2010: 771 người.